# ماتیاس مکونن
ماتیاس مکونن (انگلیسی: Matias Mäkynen؛ زادهٔ ۱ سپتامبر ۱۹۹۰) سیاستمدار اهل فنلاند است.